# 鬼怒川有料道路

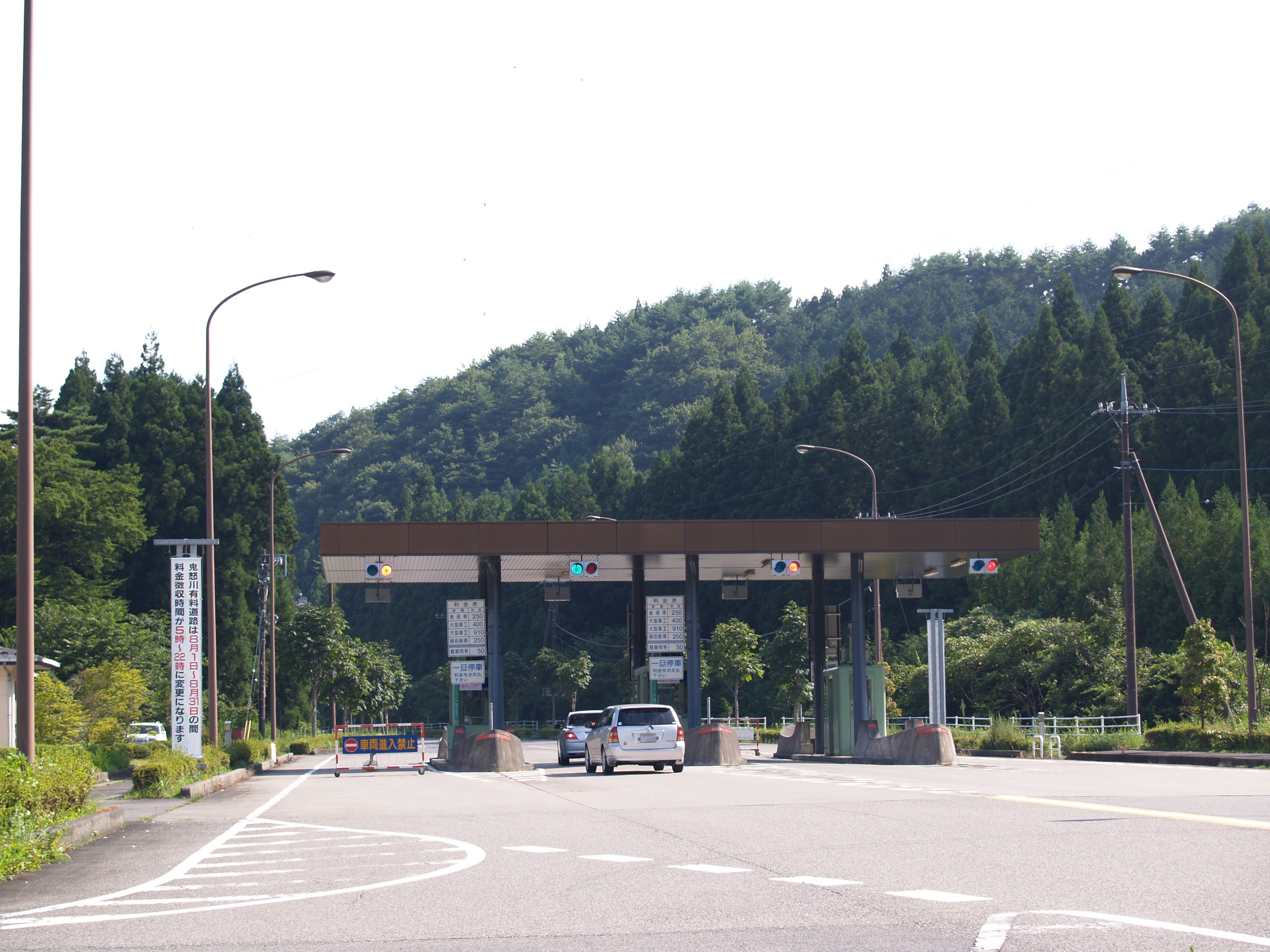
料金所（2010年8月）

鬼怒川有料道路（きぬがわゆうりょうどうろ）は、栃木県日光市鬼怒川温泉滝から同市小佐越までの延長1.7 km（キロメートル）のかつての有料道路（国道121号バイパス）である。2022年（令和4年）10月1日に無料開放され、栃木県道路公社から栃木県に移管された。愛称は「シルクウェイ」。
鬼怒バイパスの一部区間に該当する。

## 概要

### 路線データ
- 延長 - 1.7 km
- 全幅員 - 10.0 m
- 車道幅員 - 6.5 m
- 料金徴収期間 - 1992年（平成4年）10月1日 - 2022年（令和4年）9月30日（30年間）

## 歴史
- 1992年（平成4年）10月1日 - 供用開始[1][2]。
- 2022年（令和4年）10月1日 - 料金徴収期間満了に伴い無料開放。栃木県日光土木事務所に移管[1][3][4]。

## 路線状況

### 構造物
- 新楯岩橋
- 鬼怒川トンネル
- 古釜沢橋

## 料金
無料化前の2020年（令和2年）12月11日現在。料金徴収時間は6時 - 21時。ただし、8月は5時 - 22時。
なおETCは使えない。
- 普通車 - 260円
- 大型車 (I) - 420円
- 大型車 (II) - 950円
- 軽車両等 - 50円